# Andra Levite
Andra Levite est une gynécologue-obstétricienne lettone née le 16 novembre 1962.
Mariée au président Egils Levits, elle a été Première dame de Lettonie de 2019 à 2023.

## Biographie

### Jeunesse et études
Andra Apines naît le 16 novembre 1962 en Allemagne de l'Ouest (aujourd'hui Allemagne) dans une famille lettone.
En 1990, elle obtient son diplôme de médecine à l'université Justus-Liebig de Gießen.

### Carrière
De 1990 à 2019, Levite exerce la gynécologie et l'obstétrique au Luxembourg et en Allemagne. Plus précisément, elle est gynécologue pédiatrique et adolescente certifiée, obstétricienne certifiée et spécialiste en échographie. Elle parle letton, en anglais, en allemand et en français,.
En juillet 2019, elle retourne[pas clair] en Lettonie à temps plein après l'élection de son mari à la présidence du pays. Elle abandonne temporairement la médecine pour se consacrer à ses nouvelles fonctions de première dame.
Le 28 avril 2020, Andra Levite reprend sa profession médicale en tant que membre du service de consultation pour les femmes du centre médical ARS à Riga, tout en continuant à exercer ses fonctions en tant que Première dame du pays.
En juillet 2022, elle s'exprime en personne lors du second Sommet de Kiev des premières dames et des premiers messieurs (en), à l'invitation de la première dame d'Ukraine Olena Zelenska et du président Volodymyr Zelensky.
Le 23 juillet 2022, Andra Levite et la première dame lituanienne Diana Nausėdienė (en) ont visité Irpin, site du bombardement de la colonne de réfugiés d'Irpin par les forces russes lors de l'invasion de l'Ukraine. Levite et Nausėdienė ont également déposé des fleurs sur un charnier à Bucha, dans l'oblast de Kiev, site du massacre de civils ukrainiens à Bucha en mars 2022,.

### Vie privée
En 1991, elle épouse Egils Levits, avocat et homme politique letton. Le couple a eu deux enfants, Indra et Linards.